# Carlos Dávila
Pour les articles homonymes, voir Espinoza.
Carlos Gregorio Dávila Espinoza (Los Ángeles (Chili), 15 septembre 1887 - Washington, 19 octobre 1955) est un avocat et un homme politique chilien.

## Biographie
Il étudie à la faculté de droit de l'université du Chili en 1911. Durant sa jeunesse il adhère au Parti radical du Chili. Il devient ensuite journaliste dans les journaux de Santiago El Mercurio et La Nación. 
En 1927, lorsque Carlos Ibáñez del Campo devient président, il est nommé ambassadeur aux États-Unis jusqu'en 1931. Le 4 juin 1932, avec Marmaduque Grove et Eugenio Matte (en) ils fomentent un coup d'État contre le gouvernement de Juan Esteban Montero. 
Il prend le pouvoir durant la Junta de Gobierno, proclame la République socialiste du Chili, qui ne durera que 3 mois. Dávila se désolidarise de Matte et Grove, en les exilant à l'Île de Pâques. Son gouvernement a mis en place diverses réformes avec les Juntas de gobierno. Le 8 juillet 1932, il devient président en intérim du Chili. Seulement 35 jours après il subit un coup d'État, ce qui l'oblige à quitter le ministère de l'Intérieur et le gouvernement du Chili le 13 septembre 1932. Il part alors s'exiler aux États-Unis laissant le pouvoir au commandant en chef des armées du Chili Bartolomé Blanche Espejo.
Il est secrétaire général de l'Organisation des États américains de 1954 à sa mort à Washington D.C. en 1955.

## Sources
- Notice dans un dictionnaire ou une encyclopédie généraliste :   - Gran Enciclopèdia Catalana
- Notices d'autorité :   - VIAF
  - ISNI
  - BnF (données)
  - LCCN
  - GND
  - Pays-Bas
  - NUKAT
  - Catalogne
  - Brésil
  - WorldCat